# Cotxa blava
La cotxa blava (Luscinia svecica; syn: Cyanecula svecica), coneguda com a pitblau al País Valencià i blaveta/blaueta a les Balears, és un moixó de la família dels muscicàpids (Muscicapidae). D'hàbits migradors, cria típicament al nord d'Euràsia o a menors latituds a zones de muntanya. No crien als Països Catalans, però poden ser observats, en molt petit nombre, en zones humides litorals durant les migracions o encara com hivernants.

## Morfologia

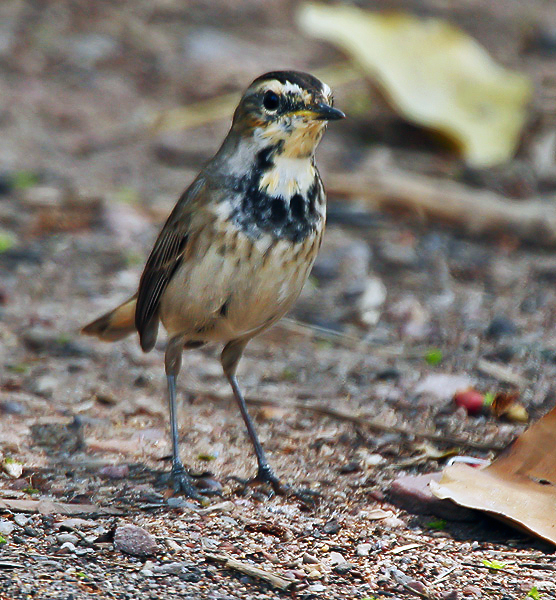
Femella mostrant el seu modest disseny cromàtic

- És un moixó petit que fa una llargària de 13 - 14 cm, una envergadura de 22 – 23 cm i un pes de 14 - 23 grams.
- Amb un clar dimorfisme sexual, ambdós sexes tenen les parts superiors i el cap de color marró, amb una línia clara a sobre de l'ull. El mascle té la barbeta, la gola i la part superior del pit ocupada per una taca blava, vorejada per sota per una línia fosca i a continuació mitja lluna rogenca. Al centre de la zona blava hi ha una petita taca variable, blanca o rogenca, depenent de la raça. A les femelles el dibuix pectoral no és a penes evident o no es presenta. Les parts inferiors són molt clares.[4]
- Les potes, molt fines, són de color marró fosc. El bec, també molt fi, és negre. Iris bru.

## Hàbitat i distribució
Habita zones arbustives, herbàcies, tundres i pantans de gran part d'Euràsia, criant des del nord d'Escandinàvia i Sibèria, fins a França, nord d'Itàlia, dels Balcans, de Turquia, de l'Afganistan, del Pakistan i de l'Índia, Xina i zona del Llac Baikal. La seva distribució arriba a l'oest i nord d'Alaska. En zones meridionals de la seva distribució, com el centre de la península Ibèrica, cria a zones de muntanya. En hivern migra a zones meridionals, com l'Àfrica subsahariana i septentrional, Orient Pròxim, Pakistan i el sud-est asiàtic.

## Alimentació
És un ocell bàsicament insectívor, que atrapa petis coleòpters, formigues, lepidòpters i llurs larves. També pot menjar algunes fruites i llavors a la tardor.

## Reproducció
Entre els mesos de Maig i Juny, ponen 4 – 6 ous en un niu amb forma de tassa, fet a terra o a la base d'un arbust. La femella cova els ous durant 13 – 15 dies i cura dels pollets durant unes dues setmanes.

## Llista de subespècies
S'han descrit unes 10 subespècies, sovint clarament diferenciables pel disseny cromàtic del pit.

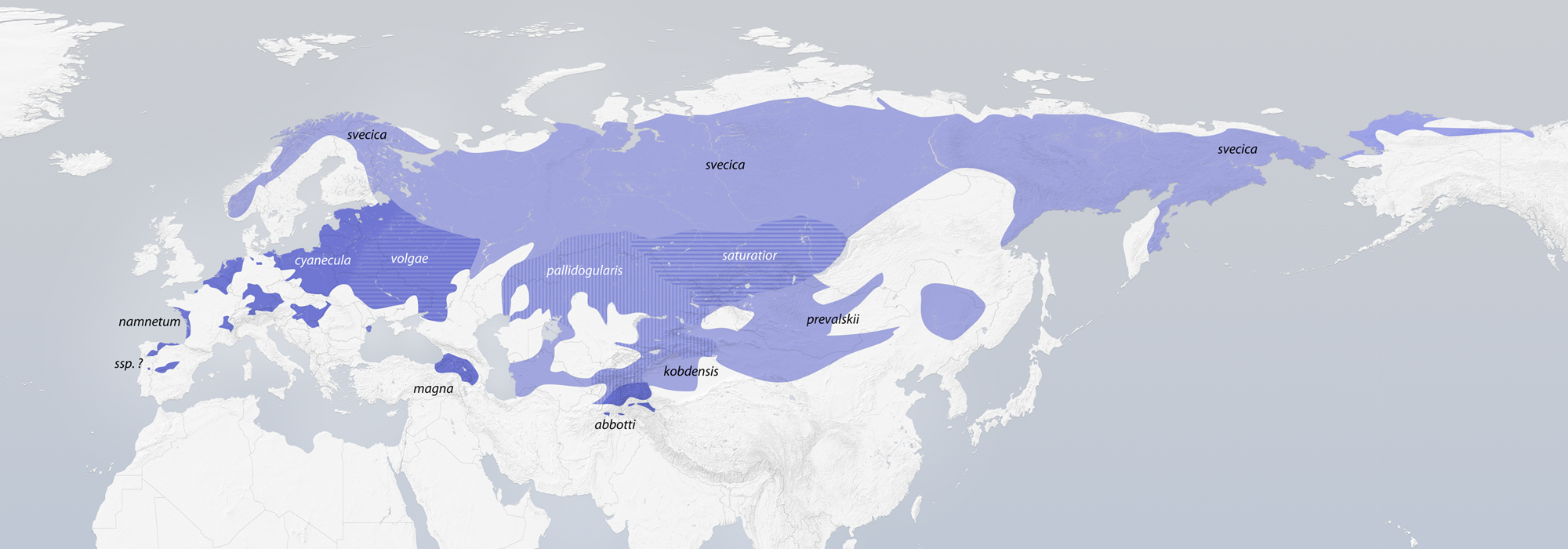
Distribució de les diferents subespècies de cotxa blava

- Luscinia svecica svecica, Linnaeus, 1758. Cria des d'Escandinàvia, a través de Sibèria Septentrional fins a l'oest d'Alaska, hivernant al nord d'Àfrica i Àsia meridional. S'ha registrat als Països Catalans.[3]
- Luscinia svecica namnetum, Mayaud, 1934. Cria a França. S'ha registrat al Països Catalans.[3]
- Luscinia svecica cyanecula, Meisner, 1804. Cria a Europa central i zona central i septentrional de la península Ibèrica. Hiverna a l'Àfrica Septentrional. S'ha registrat als Països Catalans.[3]
- Luscinia svecica volgae, Kleinschmidt, 1907. Cria a Ucraïna i Rússia occidental.
- Luscinia svecica magna, Zarudni i Loudon, 1904. Països del Caucas, est de Turquia i l'Iran. Hiverna al Sudan i Etiòpia.
- Luscinia svecica pallidogularis, Zarudni, 1897. Des del sud-oest de Sibèria fins a Àsia central i Sibèria oriental.
- Luscinia svecica saturatior, Sushkin, 1925. Muntanyes del Pamir i Tien Shan.
- Luscinia svecica abbotti, Richmond, 1896. Oest del Pakistan i nord-oest de l'Índia.
- Luscinia svecica przewalskii, Tugarinov, 1929. Des de Mongòlia Interior fins a l'oest de la Xina i el sud del Tibet.
- Luscinia svecica kobdensis, Tugarinov,1929. Oest de la Xina.